# 청쯔허구
청쯔허구(한국어: 성자하구, 중국어: 城子河区, 병음: Chéngzǐhé Qū)는 중화인민공화국 헤이룽장성 지시 시의 행정구역이다. 넓이는 181km2이고, 인구는 2007년 기준으로 140,000명이다.

## 행정 구역
5개 가도, 1개 향을 관할한다.
- 가도: 城子河街道, 城西街道, 正阳街道, 杏花街道, 东海街道.
- 향: 长青乡.